# Горно-Алтайський ботанічний сад
Горно-Алтайський ботанічний сад або Чистий луг (рос. Горно-Алтайский ботанический сад) —  науково-дослідна установа, алтайська філія Центрального сибірського ботанічного саду Сибірського відділення Російської академії наук. Міжнародний код ботанічного саду GORNO.
Сад знаходиться поруч з селом Камлак Шебалінського району Республіки Алтай, за 77 кілометрів від Горно-Алтайська. Урочище «Шішкулар-Катаїл - Чистий луг», на території якого розміщений ботанічний сад, має статус пам'ятки природи Республіки Алтай.

## Історія
Сад був заснований 1994 року. 2009 року колекція філії складалася з більш ніж 1500 видів, форм, сортів рослин з різних регіонів Гірського Алтаю, а також Далекого Сходу та інших регіонів.

## Туризм
Ботанічний сад активно відвідується туристами. Вхід до ботанічного саду і фотозйомка платні. На території можна придбати насіння та саджанці рослин.

## Галерея

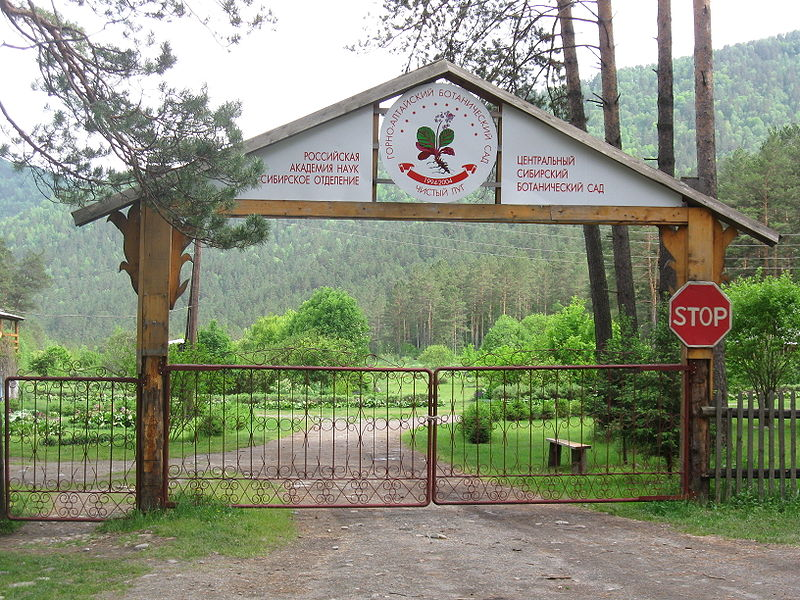
Ворота ботанічного саду
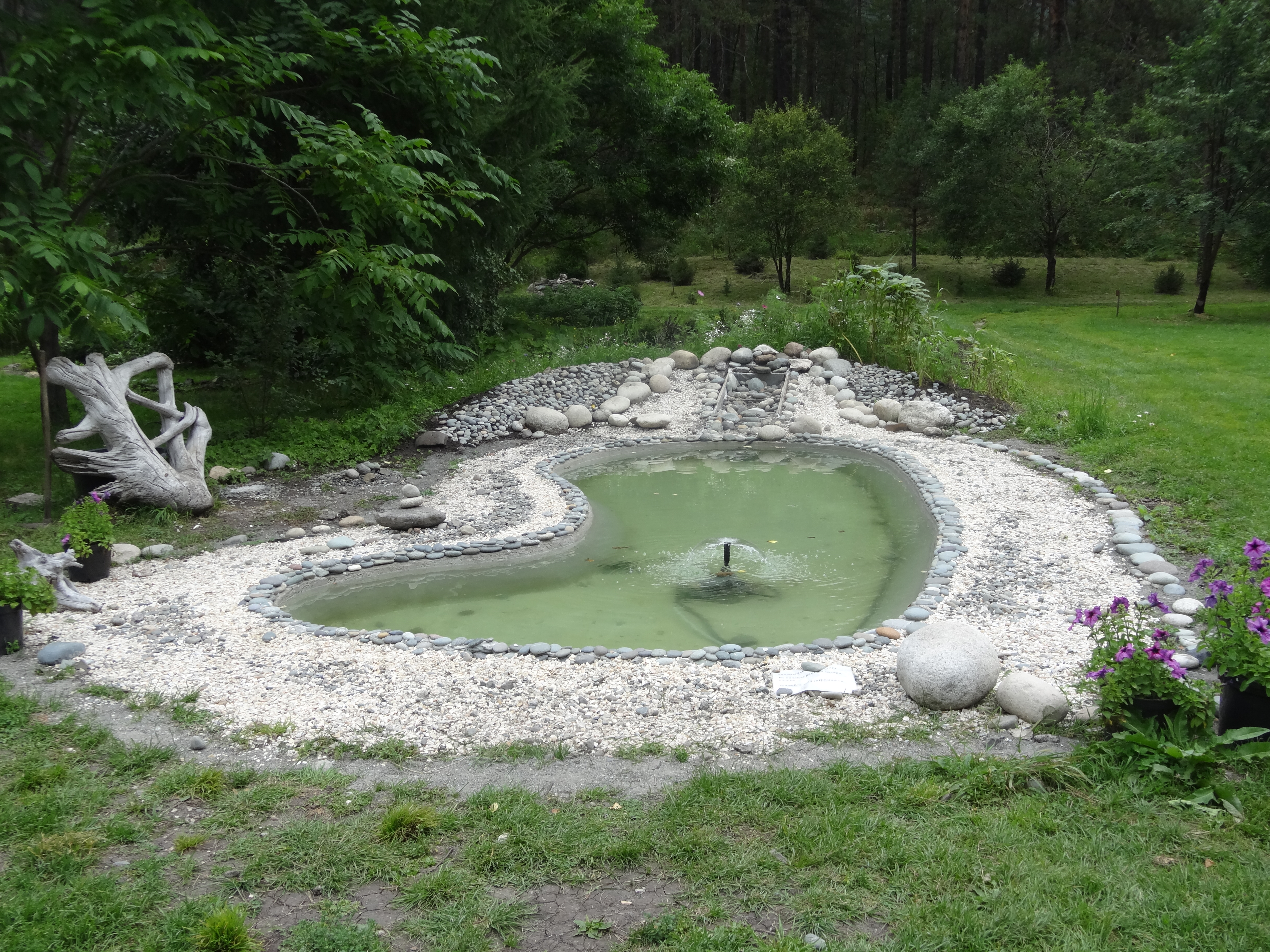
У ботанічному саду
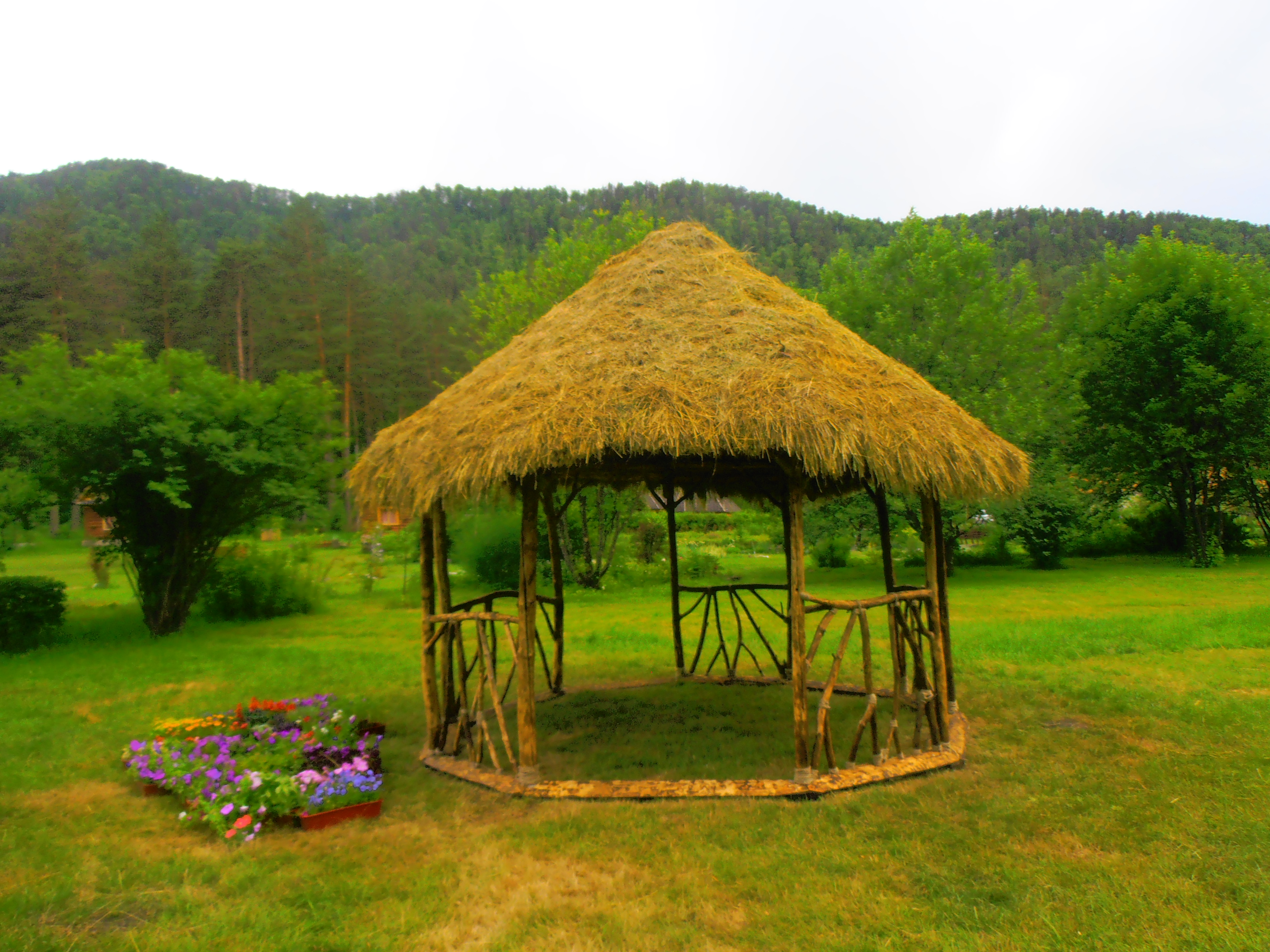
Альтанка
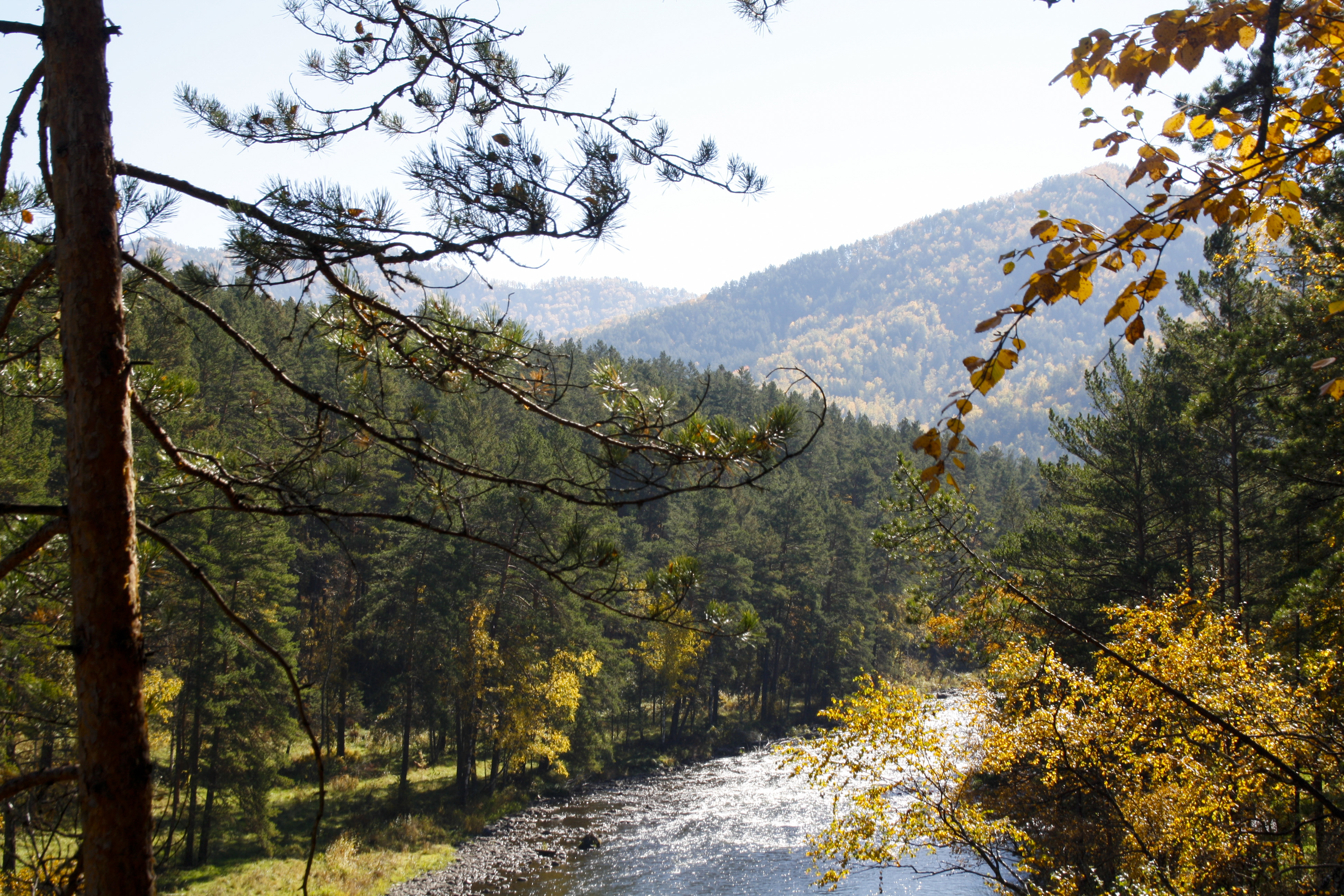
Вид з екостежки
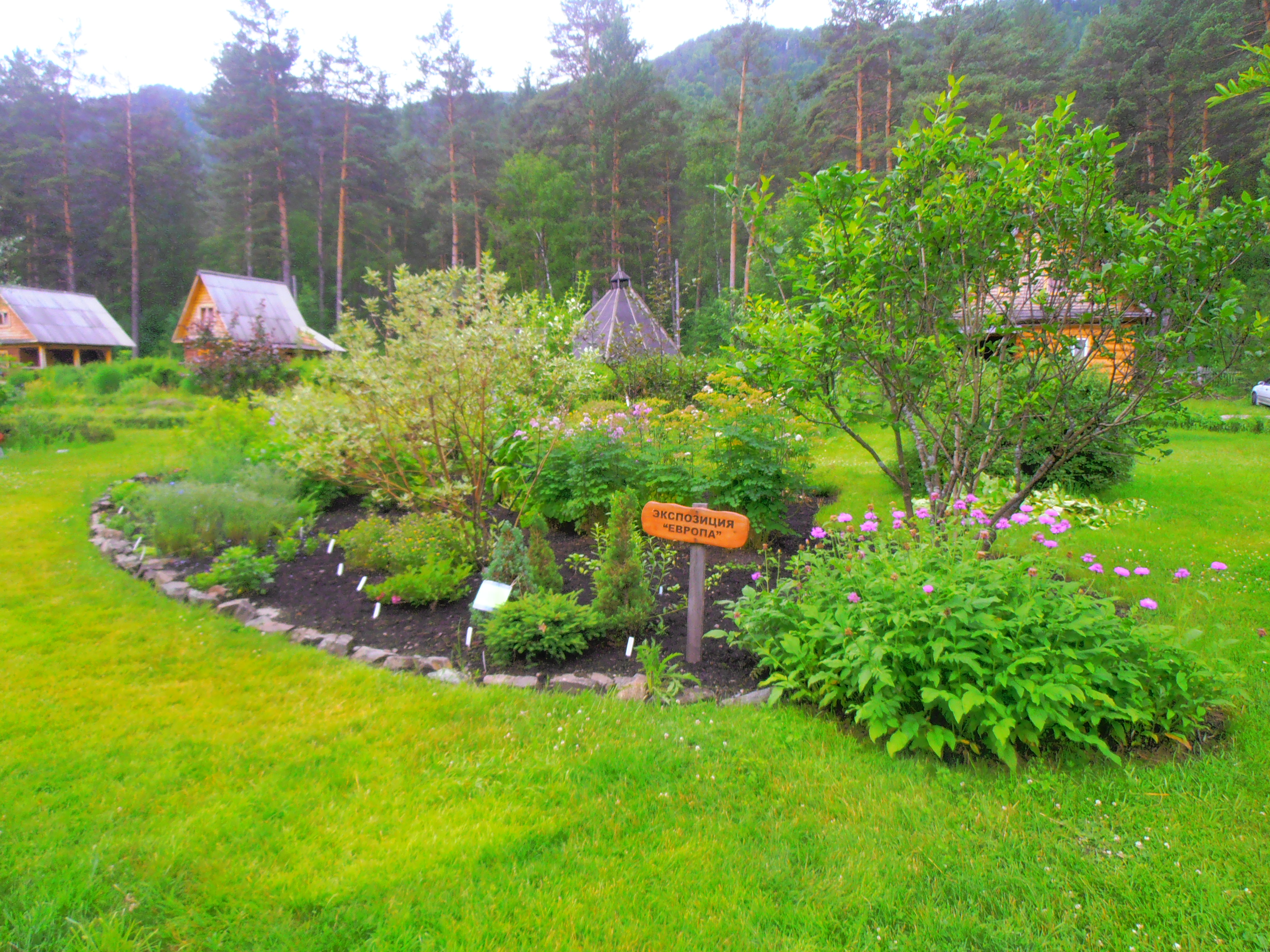
Експозиція «Європа»
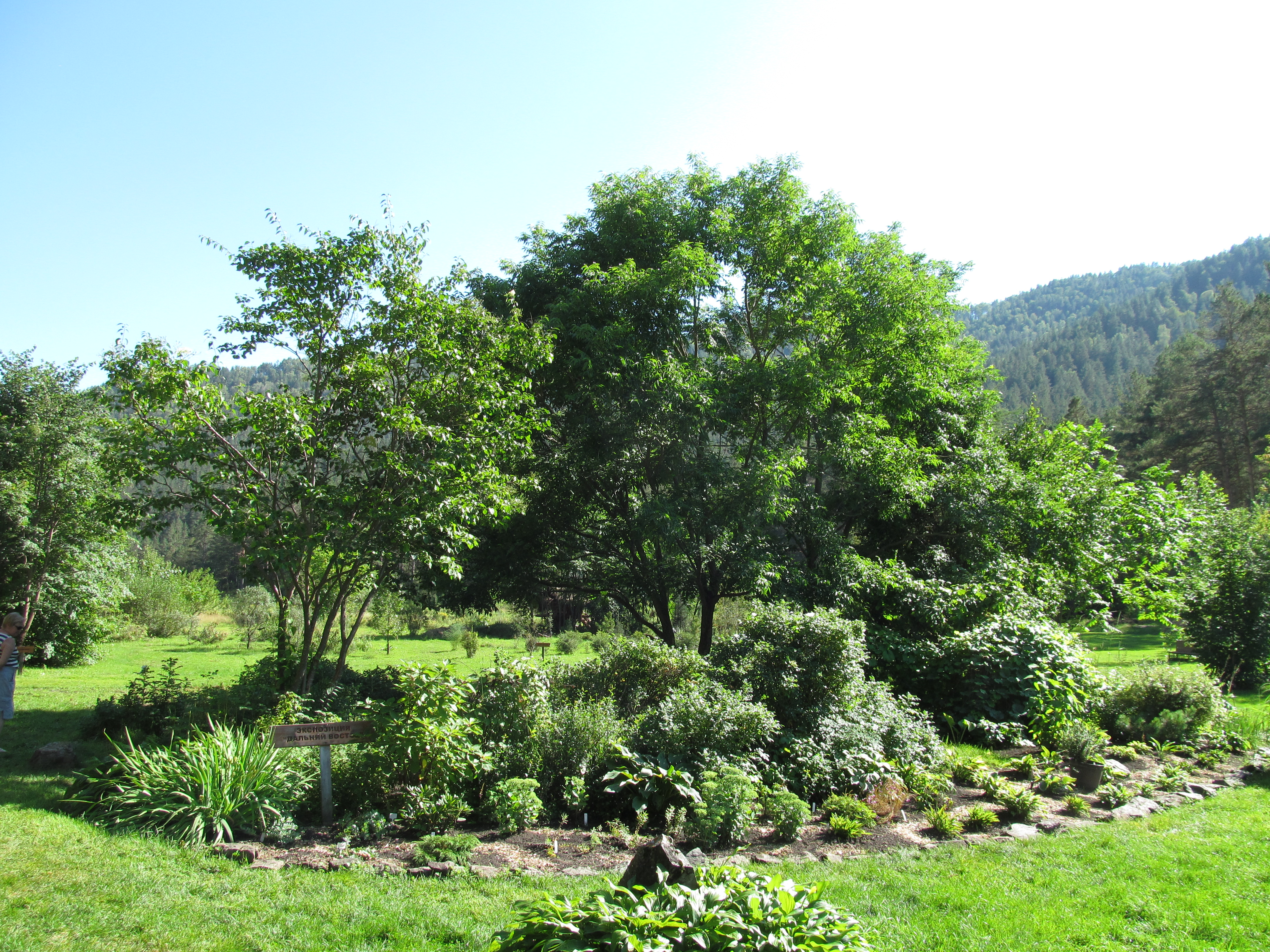
Експозиція «Далекий Схід»
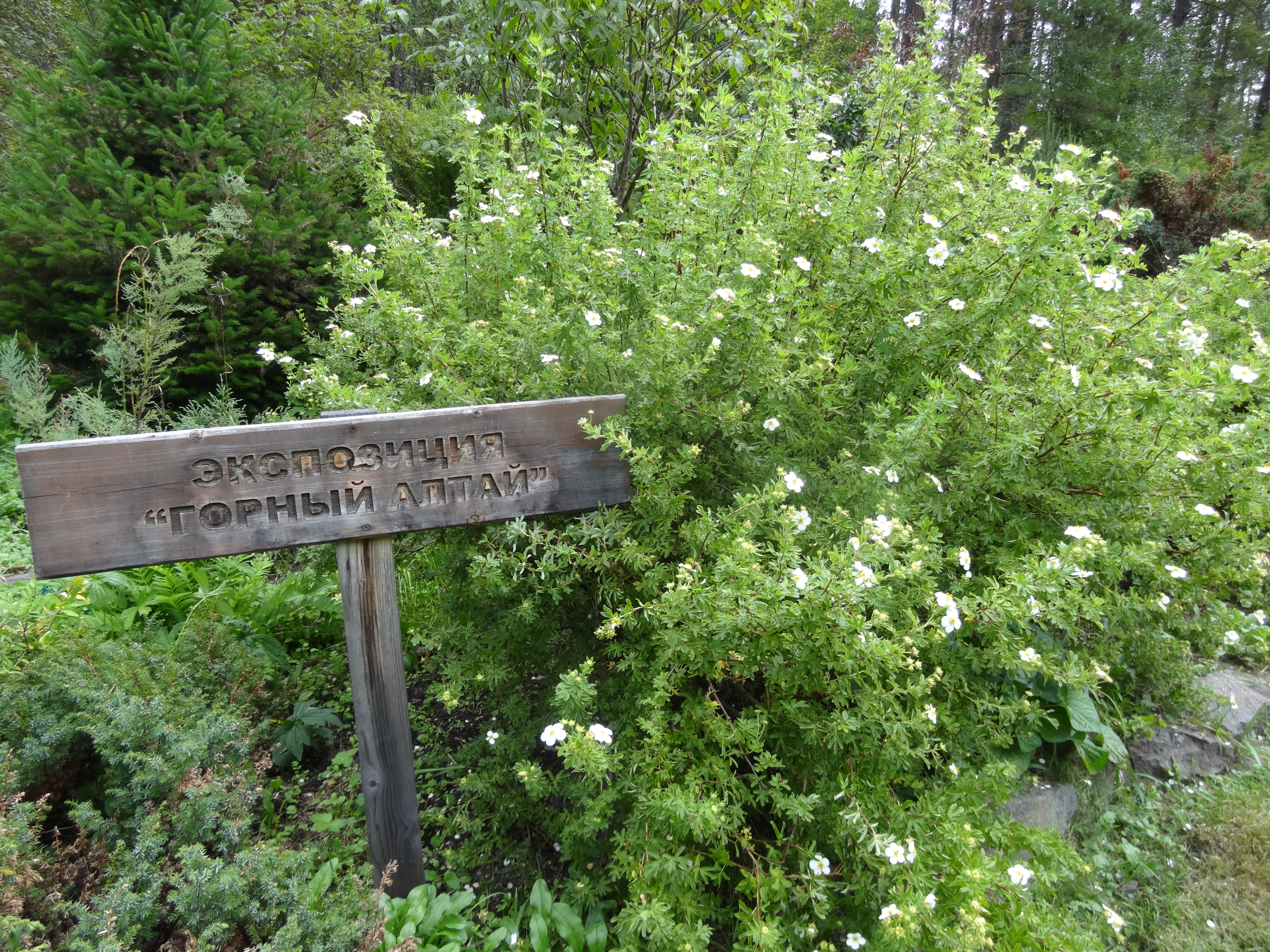
Експозиція «Гірський Алтай»
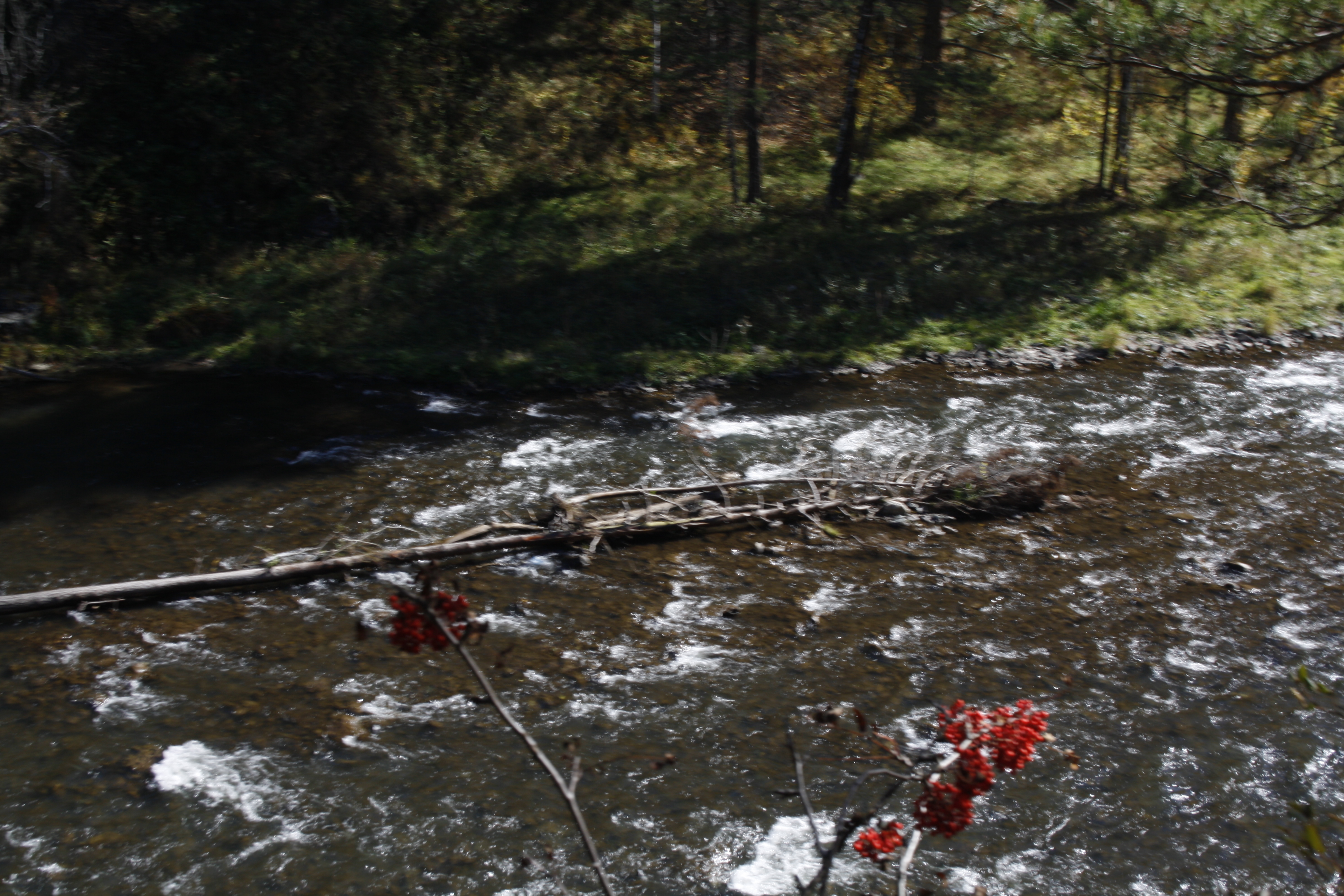
Гірська річка